# Washington Open 1998 - Qualificazioni singolare
Le qualificazioni del singolare al Washington Open 1998 sono state un torneo di tennis preliminare per accedere alla fase finale della manifestazione. I vincitori dell'ultimo turno sono entrati di diritto nel tabellone principale. In caso di ritiro di uno o più giocatori aventi diritto a questi sono subentrati i lucky loser, ossia i giocatori che hanno perso nell'ultimo turno ma che avevano una classifica più alta rispetto agli altri partecipanti che avevano comunque perso nel turno finale.
Le qualificazioni del torneo Washington Open 1998 prevedevano 28 partecipanti di cui 7 sono entrati nel tabellone principale.

## Teste di serie
1. Doug Flach (primo turno)
2. David Nainkin (Qualificato)
3. Wade McGuire (Qualificato)
4. Eyal Ran (Qualificato)
5. Jean-François Bachelot (ultimo turno)
6. David Caldwell (Qualificato)
7. Oren Motevassel (Qualificato)

1. Paul Kilderry (primo turno)
2. Assente
3. Maurice Ruah (Qualificato)
4. Kevin Ullyett (ultimo turno)
5. James Sekulov (primo turno)
6. Wesley Whitehouse (primo turno)
7. Filippo Veglio (ultimo turno)

## Qualificati
1. Jimmy Arias
2. David Nainkin
3. Wade McGuire
4. Eyal Ran

1. Maurice Ruah
2. David Caldwell
3. Oren Motevassel

## Tabellone

### Legenda
| - Q = Qualificato - WC = Wild card - LL = Lucky loser | - ALT = Alternate - SE = Special Exempt - PR = Protected Ranking | - w/o = Walkover - r = Ritirato - d = Squalificato |

### Sezione 1
|  | Primo turno | Primo turno   | Primo turno | Primo turno | Primo turno |  |  | Ultimo turno | Ultimo turno | Ultimo turno | Ultimo turno | Ultimo turno |  |
|  |             |               |             |             |             |  |  |              |              |              |              |              |  |
|  |             | Jimmy Arias   | Jimmy Arias | 7           | 6           |  |  |              |              |              |              |              |  |
|  | 1           | Doug Flach    | Doug Flach  | 6           | 4           |  |  | Jimmy Arias  | Jimmy Arias  | Jimmy Arias  | 6            | 6            |  |
|  |             | Eric Taino    | 4           | 6           | 6           |  |  | Eric Taino   | Eric Taino   | Eric Taino   | 4            | 4            |  |
|  | 12          | James Sekulov | 6           | 0           | 1           |  |  |              |              |              |              |              |  |

### Sezione 2
|  | Primo turno | Primo turno    | Primo turno    | Primo turno | Primo turno |  |  | Ultimo turno | Ultimo turno   | Ultimo turno   | Ultimo turno | Ultimo turno |  |
|  |             |                |                |             |             |  |  |              |                |                |              |              |  |
|  | 2           | David Nainkin  | 6              | 5           | 7           |  |  |              |                |                |              |              |  |
|  |             | Marc Merry     | 4              | 7           | 6           |  |  | 2            | David Nainkin  | David Nainkin  | 6            | 6            |  |
|  | 14          | Filippo Veglio | Filippo Veglio | 6           | 6           |  |  | 14           | Filippo Veglio | Filippo Veglio | 0            | 3            |  |
|  |             | Mark Williams  | Mark Williams  | 1           | 0           |  |  |              |                |                |              |              |  |

### Sezione 3
|  | Primo turno | Primo turno       | Primo turno    | Primo turno | Primo turno |  |  | Ultimo turno | Ultimo turno      | Ultimo turno      | Ultimo turno | Ultimo turno |  |
|  |             |                   |                |             |             |  |  |              |                   |                   |              |              |  |
|  | 3           | Wade McGuire      | Wade McGuire   | 6           | 6           |  |  |              |                   |                   |              |              |  |
|  |             | Torrey Gambill    | Torrey Gambill | 1           | 1           |  |  | 3            | Wade McGuire      | Wade McGuire      | 6            | 6            |  |
|  |             | Wesley Whitehouse | 6              | 2           | 6           |  |  |              | Wesley Whitehouse | Wesley Whitehouse | 4            | 2            |  |
|  | 13          | David DiLucia     | 2              | 6           | 3           |  |  |              |                   |                   |              |              |  |

### Sezione 4
|  | Primo turno | Primo turno   | Primo turno   | Primo turno | Primo turno |  |  | Ultimo turno | Ultimo turno  | Ultimo turno | Ultimo turno | Ultimo turno |  |
|  |             |               |               |             |             |  |  |              |               |              |              |              |  |
|  | 4           | Eyal Ran      | Eyal Ran      | 6           | 6           |  |  |              |               |              |              |              |  |
|  |             | Solon Peppas  | Solon Peppas  | 3           | 4           |  |  | 4            | Eyal Ran      | 3            | 6            | 6            |  |
|  | 11          | Kevin Ullyett | Kevin Ullyett | 6           | 6           |  |  | 11           | Kevin Ullyett | 6            | 2            | 2            |  |
|  |             | Yaoki Ishii   | Yaoki Ishii   | 3           | 3           |  |  |              |               |              |              |              |  |

### Sezione 5
|  | Primo turno | Primo turno            | Primo turno            | Primo turno | Primo turno |  |  | Ultimo turno | Ultimo turno           | Ultimo turno | Ultimo turno | Ultimo turno |  |
|  |             |                        |                        |             |             |  |  |              |                        |              |              |              |  |
|  | 5           | Jean-François Bachelot | Jean-François Bachelot | 6           | 6           |  |  |              |                        |              |              |              |  |
|  |             | Patricio Arquez        | Patricio Arquez        | 2           | 3           |  |  | 5            | Jean-François Bachelot | 6            | 7            | 4            |  |
|  | 10          | Maurice Ruah           | Maurice Ruah           | 6           | 6           |  |  | 10           | Maurice Ruah           | 7            | 6            | 6            |  |
|  |             | Mashiska Washington    | Mashiska Washington    | 2           | 2           |  |  |              |                        |              |              |              |  |

### Sezione 6
|  | Primo turno   | Primo turno     | Primo turno     | Primo turno | Primo turno |  |  | Ultimo turno | Ultimo turno   | Ultimo turno   | Ultimo turno | Ultimo turno |  |
|  |               |                 |                 |             |             |  |  |              |                |                |              |              |  |
|  | 6             | David Caldwell  | David Caldwell  | 6           | 6           |  |  |              |                |                |              |              |  |
|  |               | Myles Wakefield | Myles Wakefield | 2           | 3           |  |  | 6            | David Caldwell | David Caldwell | 6            | 6            |  |
|  | Mark Merklein | Mark Merklein   | Mark Merklein   | 6           | 7           |  |  |              | Mark Merklein  | Mark Merklein  | 3            | 4            |  |
|  | Óscar Ortiz   | Óscar Ortiz     | Óscar Ortiz     | 3           | 5           |  |  |              |                |                |              |              |  |

### Sezione 7
|  | Primo turno | Primo turno     | Primo turno     | Primo turno | Primo turno |  |  | Ultimo turno | Ultimo turno    | Ultimo turno    | Ultimo turno | Ultimo turno |  |
|  |             |                 |                 |             |             |  |  |              |                 |                 |              |              |  |
|  | 7           | Oren Motevassel | Oren Motevassel | 6           | 6           |  |  |              |                 |                 |              |              |  |
|  |             | Emin Ağayev     | Emin Ağayev     | 4           | 3           |  |  | 7            | Oren Motevassel | Oren Motevassel | 6            | 6            |  |
|  |             | Paul Kilderry   | Paul Kilderry   | 7           | 6           |  |  |              | Paul Kilderry   | Paul Kilderry   | 2            | 2            |  |
|  | 8           | Grant Doyle     | Grant Doyle     | 6           | 3           |  |  |              |                 |                 |              |              |  |